# Хомороду-де-Міжлок
Хомороду-де-Міжлок (рум. Homorodu de Mijloc) — село у повіті Сату-Маре в Румунії. Адміністративний центр комуни Хомороаде.
Село розташоване на відстані 425 км на північний захід від Бухареста, 22 км на південний схід від Сату-Маре, 103 км на північний захід від Клуж-Напоки.

## Населення
За даними перепису населення 2002 року у селі проживали 476 осіб, з них 475 осіб (99,8%) румунів. Рідною мовою 475 осіб (99,8%) назвали румунську.